# Dr. John
Pour les articles homonymes, voir John.
 (juillet 2020).
Si vous disposez d'ouvrages ou d'articles de référence ou si vous connaissez des sites web de qualité traitant du thème abordé ici, merci de compléter l'article en donnant les références utiles à sa vérifiabilité et en les liant à la section « Notes et références ».
 (juillet 2020).
Dr. John, nom de scène de Malcolm John Rebennack, né le 20 novembre 1941 à La Nouvelle-Orléans en Louisiane et mort le 6 juin 2019 dans la même ville, est un pianiste, guitariste et chanteur américain. Sa musique couvre et combine blues, boogie woogie, rock 'n' roll, musique cadienne et zydeco. Professor Longhair a eu une influence importante sur lui.[réf. nécessaire]
Le 25 novembre 1976, il participe au concert d'adieu du groupe The band au Winterland Ballroom, immortalisé par le film La Dernière Valse (The Last Waltz) de Martin Scorsese.
Au cours de sa carrière, il a remporté six Grammy Awards et a été introduit au Rock and Roll Hall of Fame par John Legend en mars 2011.

## Biographie
Dr. John participe en 1999 au Festival Blues Passions de Cognac. Il interprète la chanson Walkin' to New Orleans de Fats Domino en septembre 2005 pour clore le téléthon Shelter from the Storm: A Concert for the Gulf Coast pour l'aide aux victimes de l'ouragan Katrina qui a dévasté La Nouvelle-Orléans et sa région. Dr. John fait quelques apparitions, jouant son propre rôle, dans la série télévisée de HBO de David Simon Treme, également dans la série de CBS NCIS : Nouvelle-Orléans (saison 2 épisode 1). Il participe aussi au festival de jazz de Montreux, notamment en 1986 et 1995.

## Filmographie
- Yakety Yak, Take it Back (1991) ... lui-même/Yakety Yak (voix)
- Tiny Toon Adventures (1991) ... Yakety Yak (voix)
- Taz-Mania (1991) ... Yakety Yak (voix)
- Trash Talk (1992) ... lui-même/Yakety Yak (voix)
- Animaniacs (1993) ... Yakety Yak (voix)
- Space Jam (1996) ... Yakety Yak (voix)
- Blues Brothers 2000 (1998) ... lui-même
- Looney Tunes: Back in Action (2003) ... Yakety Yak (voix)
- Looney Tunes: Rabbits Run (2012) ... Yakety Yak (voix)

## Discographie
- Storm Warning / Foolish Little Girl Rex 45 tours (1959) (Rex – 1008)
- Gris-Gris (1968)
- Babylon (en) (1969)
- Remedies (en) (1970) (Atco, SD  33-316)
- The Sun, Moon & Herbs (en) (1971) (Atco, SD 33-362)
- Dr. John's Gumbo (en) (1972)
- In the Right Place (en) (1973) (Atco, SD 7018)
- Desitively Bonnaroo (en) (1974) (Atco, SD 7043)
- Hollywood Be Thy Name (1975) (United Artists, UA-LA552-G)
- Loser for you Baby (1977) (Magnum Music Group)
- City Lights (en) (1978)
- Tango Palace (en) (1979) (Horizon, SP-740)
- Dr. John Plays Mac Rebennack (1981)
- The Brightest Smile in Town (1983)
- The Ultimate Dr. John (1987)
- In a Sentimental Mood (en) (1989)
- Goin' Back to New Orleans (en) (1992)
- Television (en) (1994)
- Afterglow (1995)
- Trippin' Live (1997)
- Anutha Zone (1998)
- Duke Elegant (en) (2000)
- Creole Moon (2001)
- All By Hisself: Live at the Lonestar (2003)
- N'Awlinz: Dis Dat or d'Udda (2004)
- Live at Montreux, 1995 (2005)
- Sippiana Hericane (2005)
- Mercernary (2006) (Blue Note 54541)
- City that Care Forgot (2008) Dr John et le Lower 911
- Tribal (2010)
- Locked Down (2012)
- Ske-Dat-De-Dat: The Spirit of Satch (en) (2014) (Hommage à Louis Armstrong)
- The Musical Mojo of Dr John : Celebrating Mac and His Music , recorded live at Saenger Theatre , double cd with dvd bonus (2016)
- Things Happen That Way (en) (2022) (Album posthume enregistré en 2018)

## Récompenses

### Grammy Awards[2]
- 1989 : Best Jazz Vocal Performance, Duo Or Group - Makin' Whoopee avec Rickie Lee Jones
- 1992 : Best Traditional Blues Album - Goin' Back To New Orleans
- 1997 : Best Rock Instrumental Performance - SRV Shuffle avec Jimmie Vaughan, Eric Clapton, Bonnie Raitt, Robert Cray, B.B. King, Buddy Guy et Art Neville
- 2000 : Best Pop Collaboration With Vocals - Is You Is, Or Is You Ain't (My Baby) avec B.B. King
- 2008 : Best Contemporary Blues Album - City That Care Forgot
- 2013 : Best Blues Album - Locked Down

### Rock and Roll Hall of Fame
- 2011 : Rock and Roll Hall of Fame Inductee[3]